# Тайванська фондова біржа
Тайванська фондова біржа (кит.: 臺灣證券交易所) — фондова біржа в Тайбеї, на якій укладаються угоди, в основному, з цінними паперами місцевих компаній. Заснована в 1961 році, почала функціонувати з 9 лютого 1962 року. Контролюється Комісією з цінних паперів і бірж.
На кінець 2022 року на Тайванській фондовій біржі була зареєстрована 971 компанія. Ринкова капіталізація була еквівалентна 44 266 033 мільйонам TWD (приблизно 1,340 трильйонів євро). Технологічно насичений характер фондової біржі відображається у вазі найважливіших секторів (за ринковою капіталізацією):
- Комп'ютери та периферія (4,85 %)
- Електроніка (5,77 %)
- Напівпровідники (35,61 %)
- Зв'язок та Інтернет (4,23 %)
- Оптоелектроніка (2,33 %)
- Інша електроніка (4,68 %)

Біржа входить до Федерації фондових бірж Азії і Океанії.